# Brunetto Latini
Brunetto Latini (Florença, c. 1220 — Florença, 1294 ou 1295) foi um notário, escritor, poeta, político  e chanceler da República de Florença, autor de importante obra em vulgar italiano e francês.

## Vida
Brunetto era filho de Buonaccorso Latini e neto de Latino Latini, pertencentes a nobre família Latini da Toscana. 
Morou na Villa La Loggia, uma casa de campo localizada na Via Bolognese, n.° 165, em Florença, edificação reconstruída pela família Pazzi no século XV e atualmente sede da Giunti Editore.

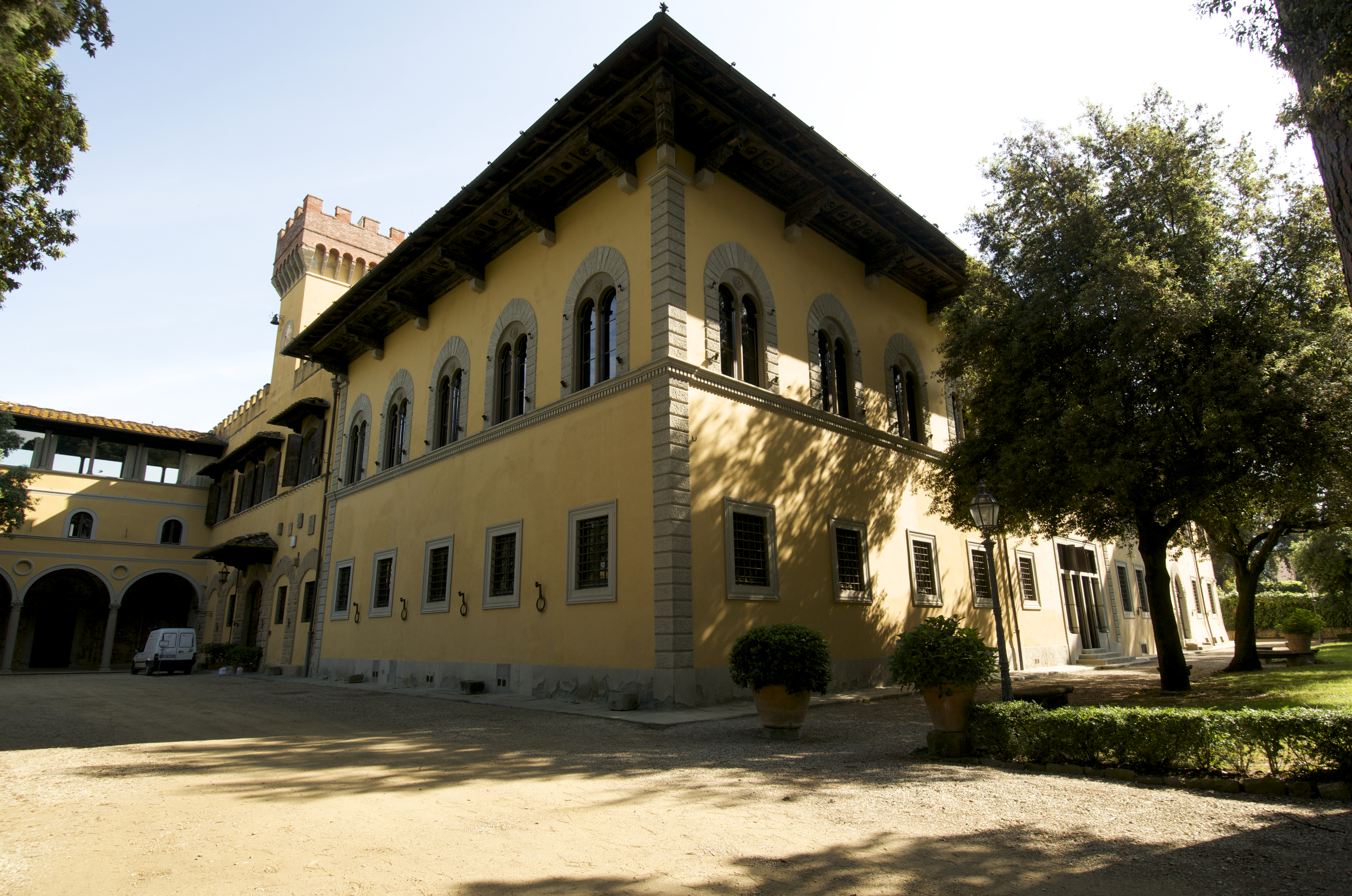
Villa La Loggia, em Florença.

Em 1254 ocupou a posição de escriba dos anciãos na cidade de Florença. As fontes históricas e uma série de documentos manuscritos atestam a sua participação ativa na vida política de Florença. Como conta no Tesoretto, foi enviado por seus compatriotas à corte de Afonso X de Leão e Castela, para pedir sua ajuda em favor dos guelfos. No entanto a notícia da vitória dos gibelinos na Batalha de Montaperti (4 de setembro de 1260), travada em Castelnuovo Berardenga, província de Siena, força Brunetto a exilar-se na França, onde permanece por sete anos, entre Montpellier, Arras, Bar-sur-Aube (Aube, região de Champanha-Ardenas) e Paris, exercendo sua profissão de notário.
As mudanças políticas após a vitória de Carlos I da Sicília (Carlos I de Anjou) em Benevento, em 1266, contra Manfredo da Sicília, permitiram o regresso de Brunetto a Florença. Em 1273, ele será nomeado secretário do Conselho da República.
Em 1280, contribuiu significativamente para a reconciliação temporária entre guelfos e gibelinos - a chamada "paz do Cardeal Latino". Mais tarde, em 1284, presidiu a conferência de prefeitos em que foi decidida a queda de Pisa. 
Em 1287, Brunetto Latini foi elevado à dignidade de Priore. Estes juízes, em número de doze, eram previstos pela Constituição de 1282. 
Sua palavra era freqüentemente ouvida nos Conselhos Gerais da República. Era um dos oradores mais mais frequentemente designados.
Conservou-se lúcido, mesmo em idade avançada, e morreu em 1294 (conforme citado por Giovanni Villani) ou 1295 (segundo outras fontes), deixando uma filha, Bianca Latini, que se casou em 1248 com Guido Di Filippo De'Castiglionchi. 
O túmulo de Brunetto Latini encontra-se na Igreja de Santa Maria Maggiore, em  Florença, e é marcado por uma antiga coluna, na capela à esquerda do altar principal.

## Obra

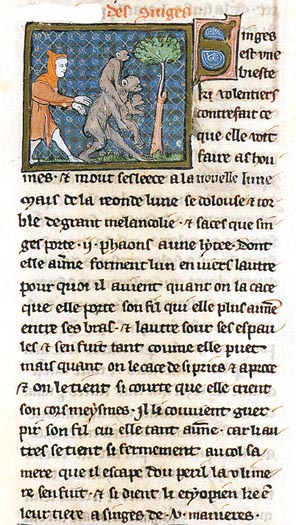
Página do Trésor (Li livres dou trésor, livro I

### OTesoretto
Trata-se de um poema (inacabado ou parcialmente perdido) escrito em vulgar florentino, constituído de heptassílabos em rimas AABB e narrado em primeira pessoa pelo Mastro Brunetto. O autor define a obra como Tesoro, mas o nome Tesoretto está presente já nos manuscritos do fim do século XIII, presumivelmente para distingui-la das traduções italianas de sua outra obra, o Trésor (Li livres dou trésor). No poema, o protagonista, contrariado pela notícia da derrota de Montaperti, perde-se numa "selva diferente". Em suas andanças, ele se defronta com a personificação da Natureza e da Virtude, que ilustram a composição do mundo e os padrões do comportamento cortês. O poema se interrompe no momento em que o protagonista encontra Ptolomeu, e este começava a lhe explicar os fundamentos da astronomia.
Influenciado, de um lado, pelo romance cortês em língua d'oïl e, de outro, pelos poema alegóricos mediolatinos e franceses, a obra de Brunetto é considerada por alguns críticos como precursora direta da Divina Commedia.
Na Divina Comédia (Inferno, XV, 82), faz-se uma referência especial a Brunetto Latini, onde se diz que terá instruído Dante Alighieri. 

### OTrésor

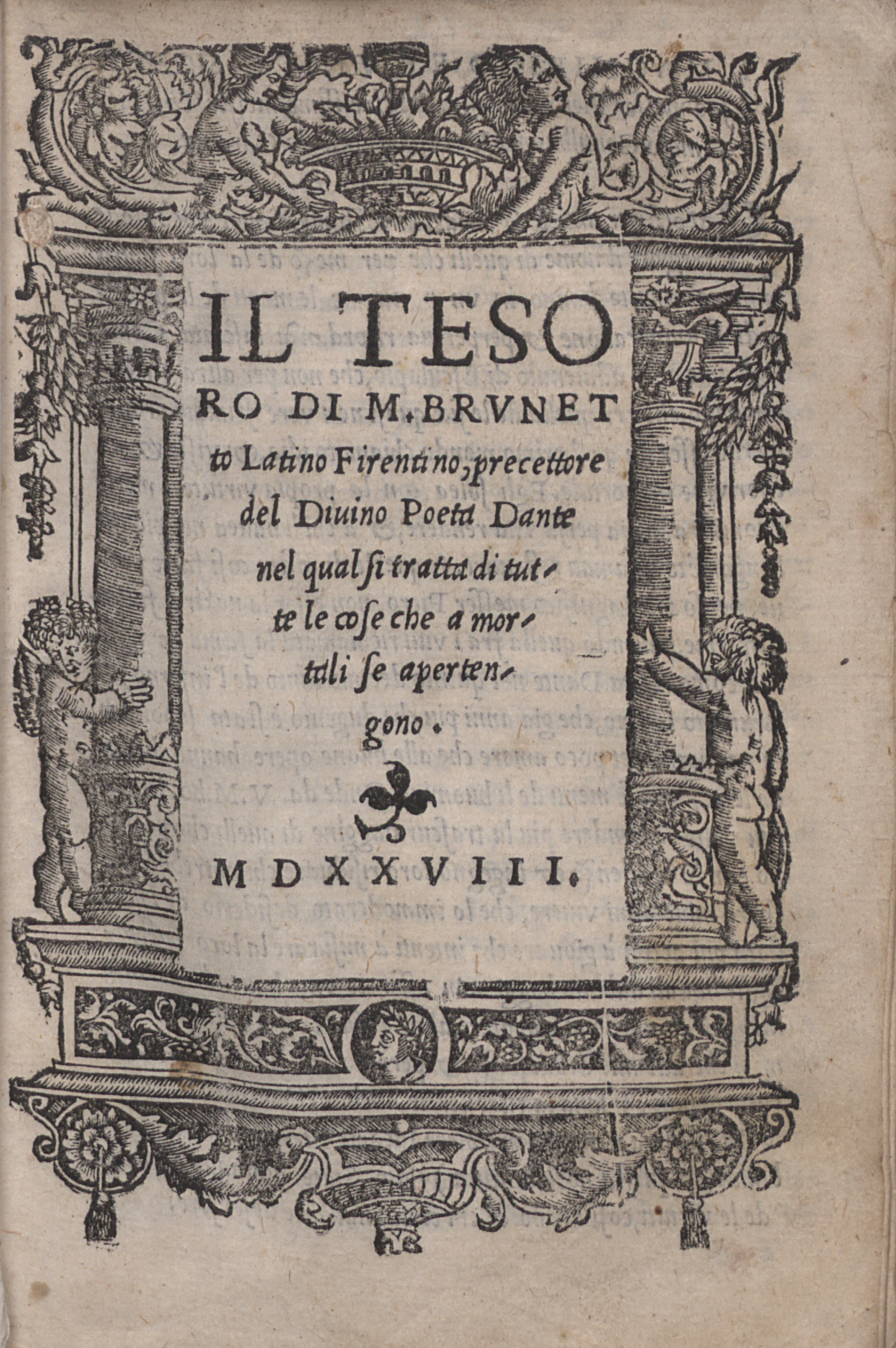
Livres dou Tresor

Esta obra, cujo título original é Li livres dou Tresor, é a mais célebre de Brunetto. Foi escrita na língua d'oïl, durante o seu exílio na França. A opção do autor pela língua d'oïl é explicada no prólogo: "la parleure est plus delitable et plus comune a touz languaiges" ("é o falar mais agradável e mais comum a todas as línguas"). A obra constitui-se de três livros e é o primeiro exemplo de enciclopédia em vulgar da Idade Média ocidental.